# Partido Monárquico Popular
El Partido Monárquico Popular (Partito Monarchico Popolare) (PMP) fue un partido político italiano fundado en 1954 como una escisión del Partido Nacional Monárquico (PNM). Fue dirigido por Achille Lauro, exalcalde de Nápoles.
En las elecciones generales de 1958, el PNM logró un 2,2% de los votos, mientras que el PMP un 2,6%. En 1959 los dos partidos monárquicos se reunificaron en el Partido Democrático Italiano de Unidad Monárquica.

## Resultados electorales
| Cámara de Diputados |              |      |         |     |               |
| Año electoral       | Votos        | %    | Escaños | +/– | Líder         |
| 1958                | 776.919 (#7) | 2,63 | 14/596  |     | Achille Lauro |

| Senado de la República |              |      |         |     |               |
| Año electoral          | Votos        | %    | Escaños | +/– | Líder         |
| 1958                   | 774.242 (#7) | 2,96 | 5/246   |     | Achille Lauro |

- Datos: Q3813340
- Multimedia: Partito Monarchico Popolare / Q3813340